# 罗马尼亚正教会
罗马尼亚正教会（羅馬尼亞語：Biserica Ortodoxă Română）是羅馬尼亞的东正教自主教会，现有12个教区，礼仪使用罗马尼亚语。與其他東正教自治教會完全共融。在各自主教會中排名第七。教會首腦稱牧首。其教會轄區包括羅馬尼亞全境、摩爾多瓦、塞爾維亞以及匈牙利的一些教區。另外也包括中歐、西歐、北美及大洋洲的一些移民社區。
羅馬尼亞正教會是唯一使用羅曼語族語言的正教會。絕大部分羅馬尼亞的人口及一部分摩爾多瓦的人口屬於該教會。羅馬尼亞教會在東正教自主教會中僅次於俄羅斯正教會，規模第二大。教會首腦為全羅馬尼亞牧首，現任牧首為羅馬尼亞的丹尼爾。於2007年9月30日當選。
教會信眾有時將該教會稱為Dreapta credință（“正信”或“真信”；希臘語 ὀρθὴ δόξα，“正信”）。

## 歷史

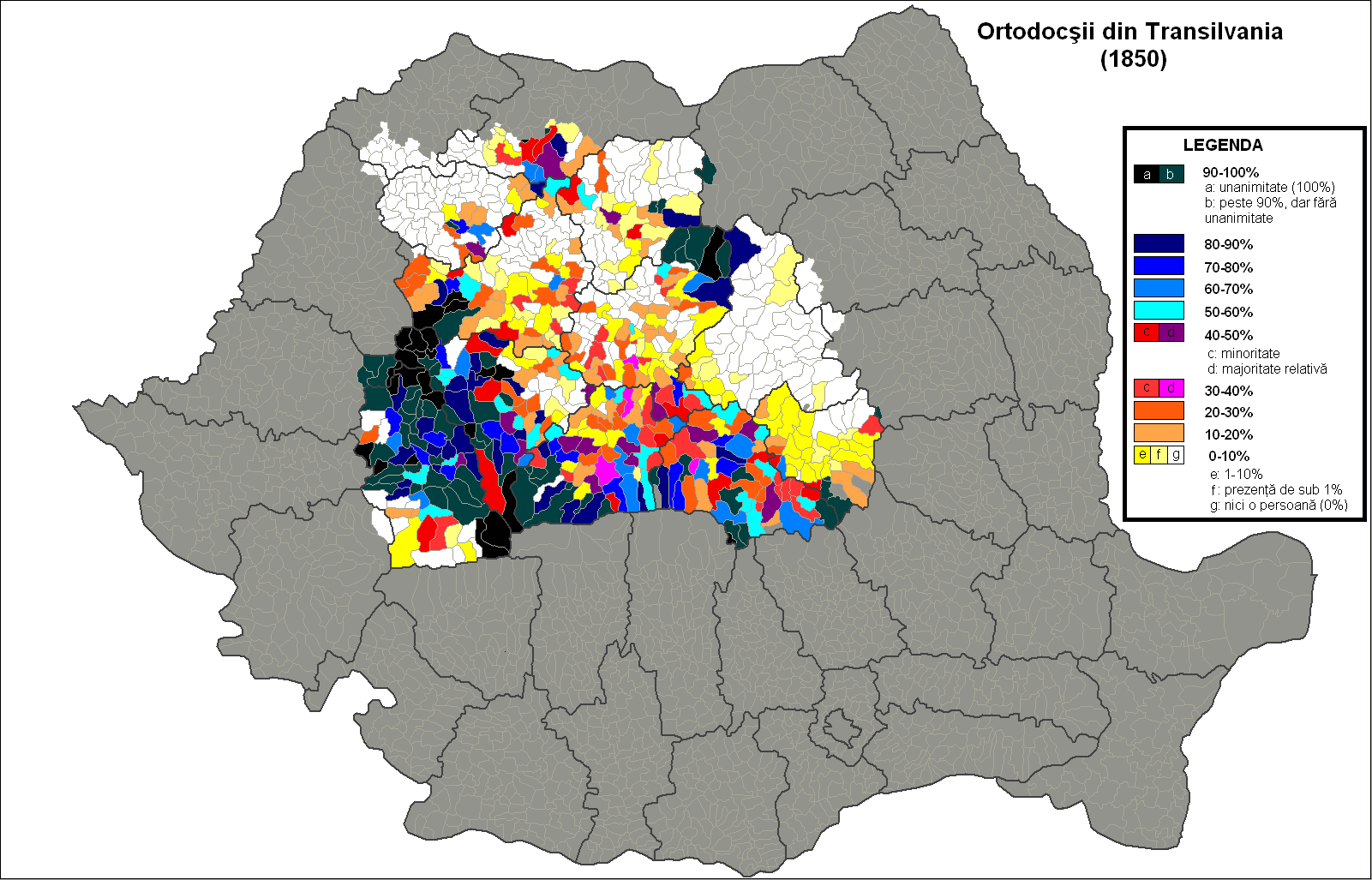
根據 1850 年哈布斯堡王朝人口普查，特蘭西瓦尼亞東正教徒人口

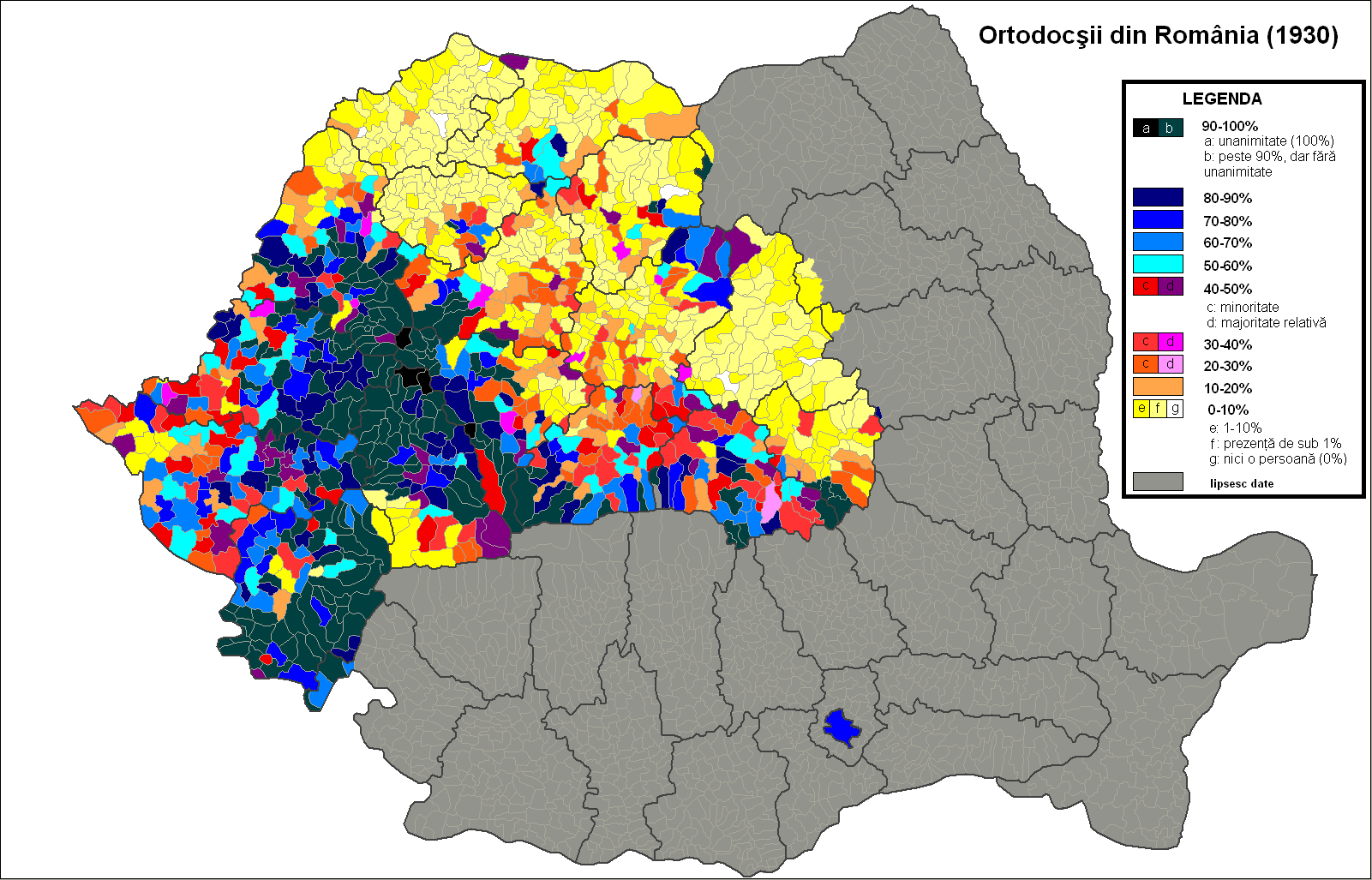
根據 1930 年人口普查，羅馬尼亞東正教徒人口

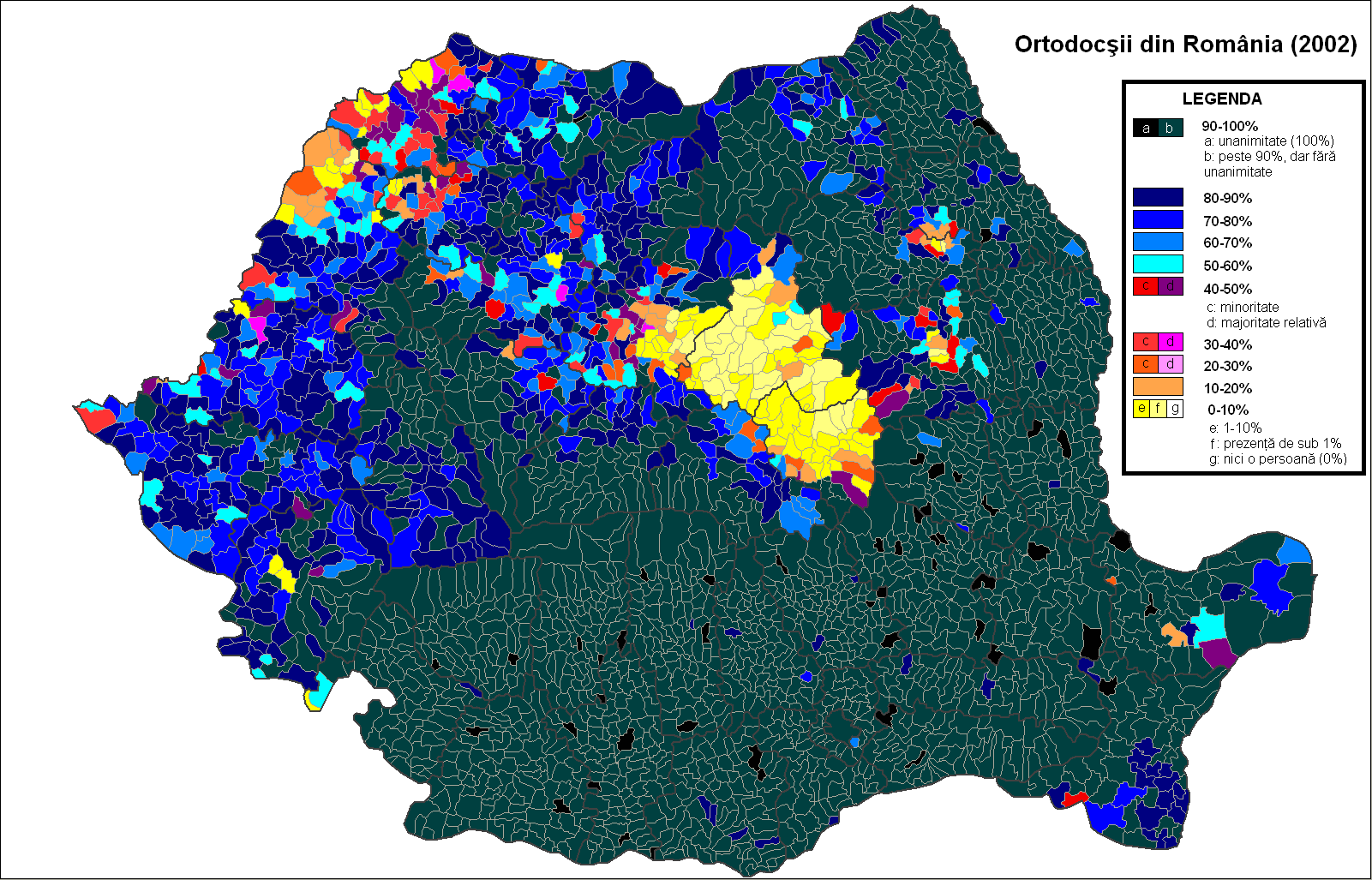
根據 2002 年人口普查，羅馬尼亞東正教徒人口

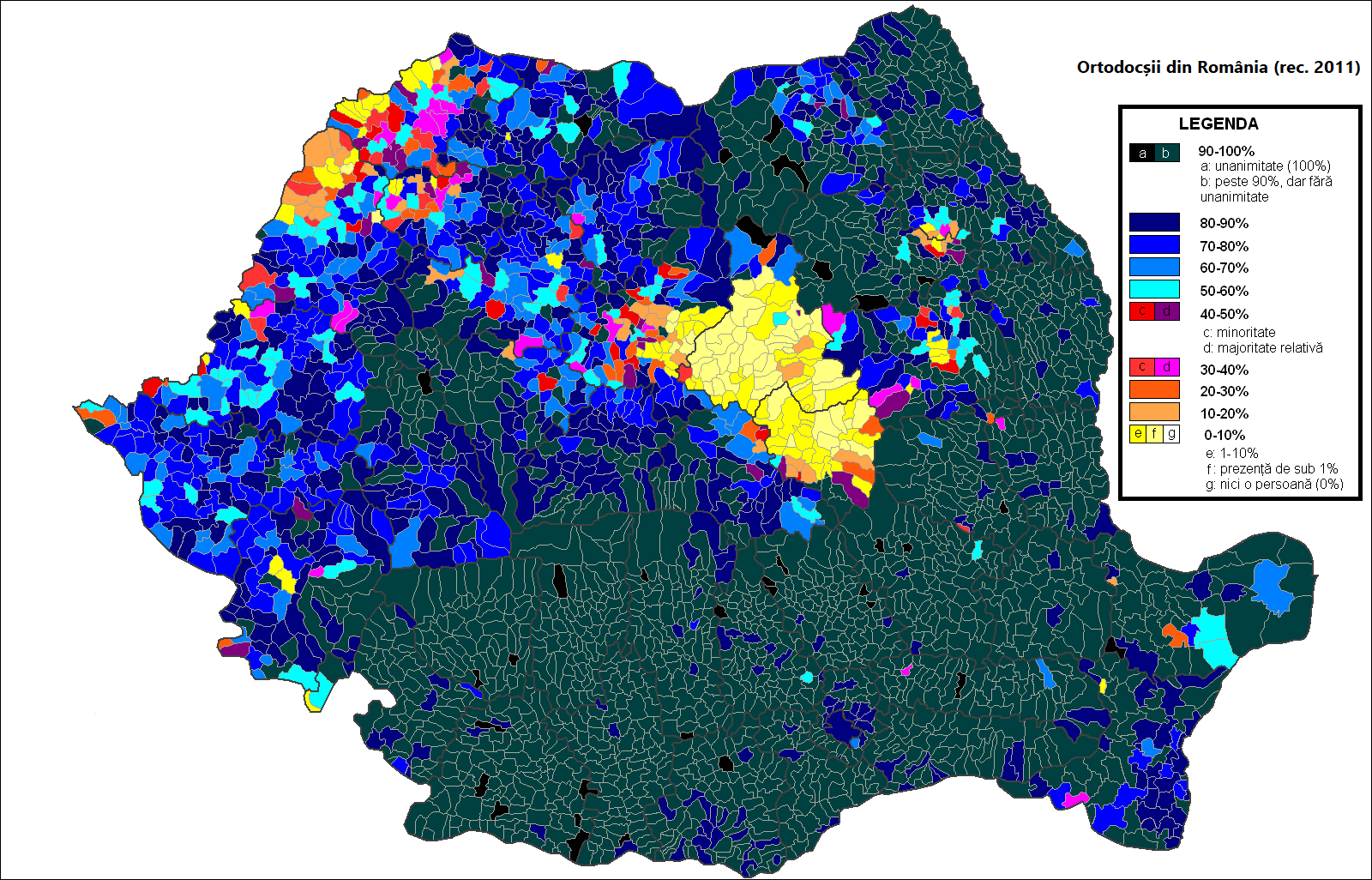
羅馬尼亞東正教徒人口（2011）

### 獨立並晉升為宗主教區

1938年羅馬尼亞東正教會的組織架構

羅馬尼亞正教會成立於1872年，瓦拉基亞都主教和摩爾多瓦都主教脫離了君士坦丁堡宗主教區的管轄，並將瓦拉基亞都主教（同時也是布加勒斯特大主教）提升為羅馬尼亞教省主教長。 1865 年1 月11 日，世俗政權首次授予都主教尼豐·魯賽拉(Nifon Rusailă) 教省主教長的頭銜。直到1872 年羅馬尼亞神聖教會會議成立之前，羅馬尼亞的東正教教堂一直是其不可分割的一部分。君士坦丁堡宗主教區和羅馬尼亞諸國的東正教主教都服從君士坦丁堡宗主教的教規，君士坦丁堡宗主教最初反對兩個都主教區的分離和東正教會的分裂（先例始於1448年，當莫斯科教會會議宣布從君士坦丁堡獨立時，創立俄羅斯東正教會）。早期或同時（從東正教在俄羅斯實現獨立到羅馬尼亞東正教會獲得自立），來自巴爾幹地區新獨立國家領土的其他教會宣布成為自主教會，後來更獲得了君士坦丁堡宗主教區對其自立地位的承認：1833年的希臘東正教會（1850年被君士坦丁堡承認），9世紀的保加利亞東正教（在10世紀暫時失去自主教會地位並恢復，1870年得到蘇丹同意，最終在1945年得到君士坦丁堡宗主教區的承認），塞爾維亞從1219年開始（從1375年開始承認宗主教頭銜；隨著國家獨立的喪失，教會也暫時失去自主地位：僅塞爾維亞獲得獨立後，教會於1832 年恢復教會自主權，並最終於1879 年承認自主）。 
羅馬尼亞宣布國家獨立後（1877 年 5 月 9 日），與君士坦丁堡宗主教區進行談判，以承認羅馬尼亞東正教會的自主地位。最終由普世宗主教約阿希姆四世於 1885 年 4 月 25 日認可。從君士坦丁堡宗主教區的角度來看，這是羅馬尼亞東正教會的誕生日。事實上，羅馬尼亞東正教會隨著1872 年布加勒斯特神聖教會會議的成立而誕生，這一事件標誌著東正教都主教區和教區從君士坦丁堡宗主教區的組成部分轉變為新結構的組成部分。
特蘭西瓦尼亞都主教區於1919 年4 月23 日與布加勒斯特神聖教會會議合併：「1919 年4 月23 日，特蘭西瓦尼亞都主教教會會議（當時僅由主教阿拉德主教伊万·帕普組成，他也是輔理主教）和米龍·E·克里斯蒂亞·卡蘭塞貝什魯伊(Miron E. Cristea al Caransebeşului) 博士決定參加布加勒斯特的神聖教會會議，而特蘭西瓦尼亞、巴納特、克里察納和馬拉穆列什的東正教教堂『成為整個羅馬尼亞母會不可分割的一部分』」。
自 1925 年以來，羅馬尼亞東正教以宗主教區的形式營運起來。同年2月4日，神聖教會會議決定成立羅馬尼亞東正教宗主教區。教省主教長（瓦拉基亞都主教）晉升為宗主教。 1925年2月25日頒布了建立宗主教區的法律，1925年11月1日，米龙·克里斯泰亚就任羅馬尼亞第一任宗主教（1925-1939）。

## 架構
羅馬尼亞正教會最高權力機關為聖主教公會。羅馬尼亞大牧首同時也是布加勒斯特大主教、蒙特尼亞及多布羅加都主教。